# Eben Moglen
Eben Moglen (1959) é um professor de direito e de história do direito na Universidade Columbia, em Nova Iorque, e o fundador, diretor-conselheiro e presidente do Software Freedom Law Center, que presta serviços jurídicos a numerosos clientes pro bono, como a Free Software Foundation.